# District de San Jerónimo
Le district de San Jerónimo est l'un des huit districts de la province de Cusco.
Il fait partie de l'aire métropolitaine de la ville de Cuzco.

## Jumelage
- Edegem ( Belgique)[1]